# Askgrå skräddarfågel
Askgrå skräddarfågel (Orthotomus ruficeps) är en tätting i familjen cistikolor som förekommer i östra och sydöstra Asien.

## Utseende
Askgrå skräddarfågel är typiskt rostbrun på panna, hake och huvudsidor men mörkt grå på strupe, bröst och flanker. Stjärten är brun med vitaktiga spetsar och mörka teckningar strax innanför. Honan är mestadels vitaktig på undersidan.

## Utbredning och systematik
Askgrå skräddarfågel förekommer huvudsakligen i Sydostasien och delas in i nio underarter med följande utbredning:
- Orthotomus ruficeps cineraceus – Malackahalvön, Sumatra samt Bangka och Belitungöarna öster om
- Orthotomus ruficeps germaini – södra Vietnam och sydöstra Kambodja
- Orthotomus ruficeps baeus – Nias och Pagaiöarna (Mentawaiöarna) utanför västra Sumatra
- Orthotomus ruficeps concinnus – öarna Siberut och Sipora i Mentawaiöarna utanför västra Sumatra
- Orthotomus ruficeps ruficeps – mangroveträsk på Java
- Orthotomus ruficeps palliolatus – öarna Kangean och Karimunjawa i Javasjön
- Orthotomus ruficeps baweanus – ön Bawean i Javasjön
- Orthotomus ruficeps borneoensis – Borneo
- Orthotomus ruficeps cagayanensis – Mapun i södra Filippinerna

### Familjetillhörighet
Cistikolorna behandlades tidigare som en del av den stora familjen sångare (Sylviidae). Genetiska studier har dock visat att sångarna inte är varandras närmaste släktingar. Istället är de en del av en klad som även omfattar timalior, lärkor, bulbyler, stjärtmesar och svalor. Idag delas därför Sylviidae upp i ett antal familjer, däribland Cisticolidae.

## Ekologi
Fågeln förekommer i mangroveskogar, kustnära buskmarker och torvskogar. På vissa öar kan den förekomma i nästan vilken miljö som helst. Boet är liksom alla skräddarfåglar skålformat ihopsytt av två till tre löv, placerat upp till 90 centimeter ovanför mark. Den askgrå skräddarfågeln häckar mellan januari och juli och lägger två till tre ägg. Den boparasiteras av sorgbuskgöken (Cacomantis merulinus).

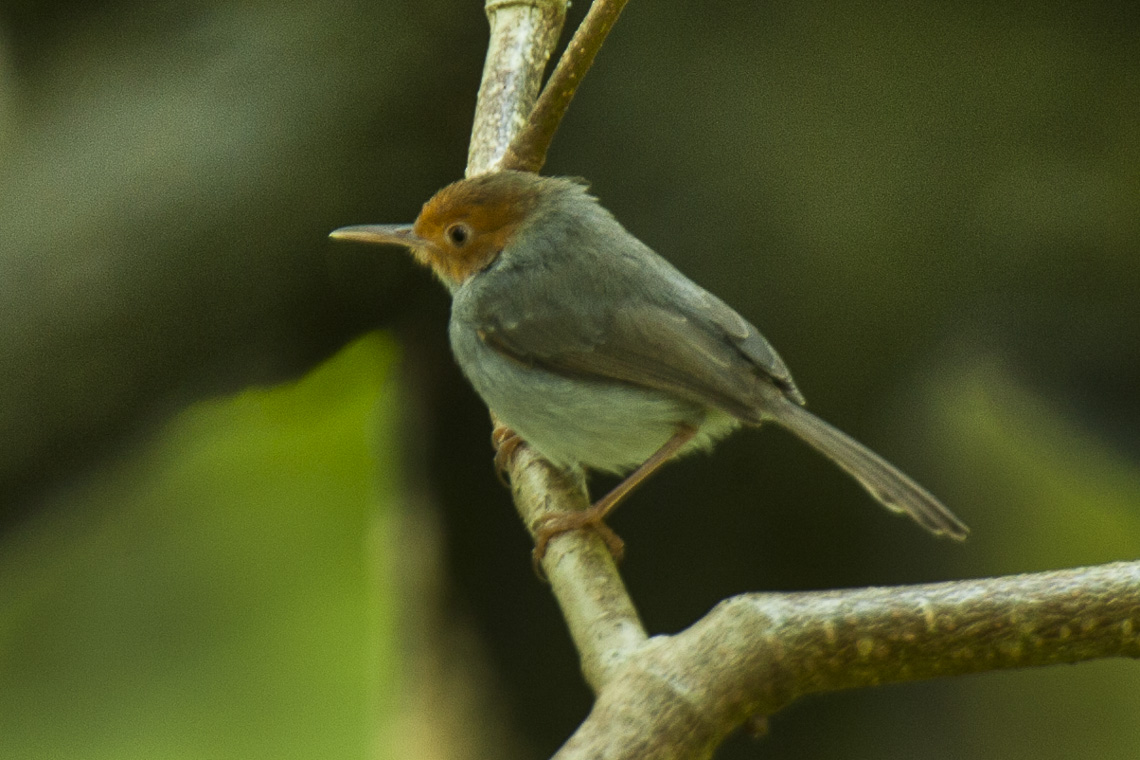
I Thailand.

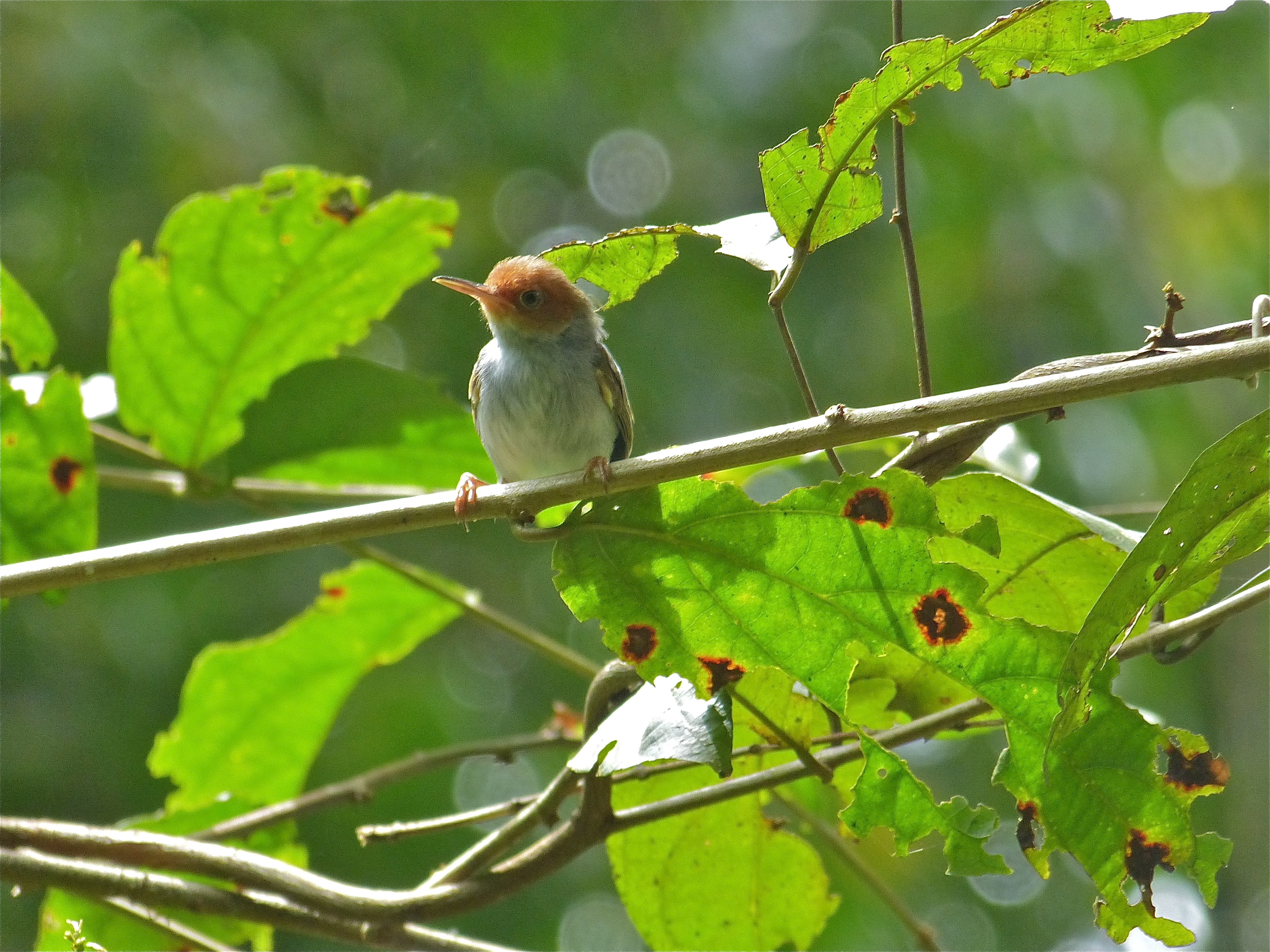
I Sabah, Malaysia.

## Status och hot
Askgrå skräddarfågel betraktas som vanlig. Arten har ett stort utbredningsområde och en stor population med stabil utveckling. Utifrån dessa kriterier kategoriserar internationella naturvårdsunionen IUCN arten som livskraftig (LC). Världspopulationen har inte uppskattats, men den beskrivs som vanlig.